# Gentechnik

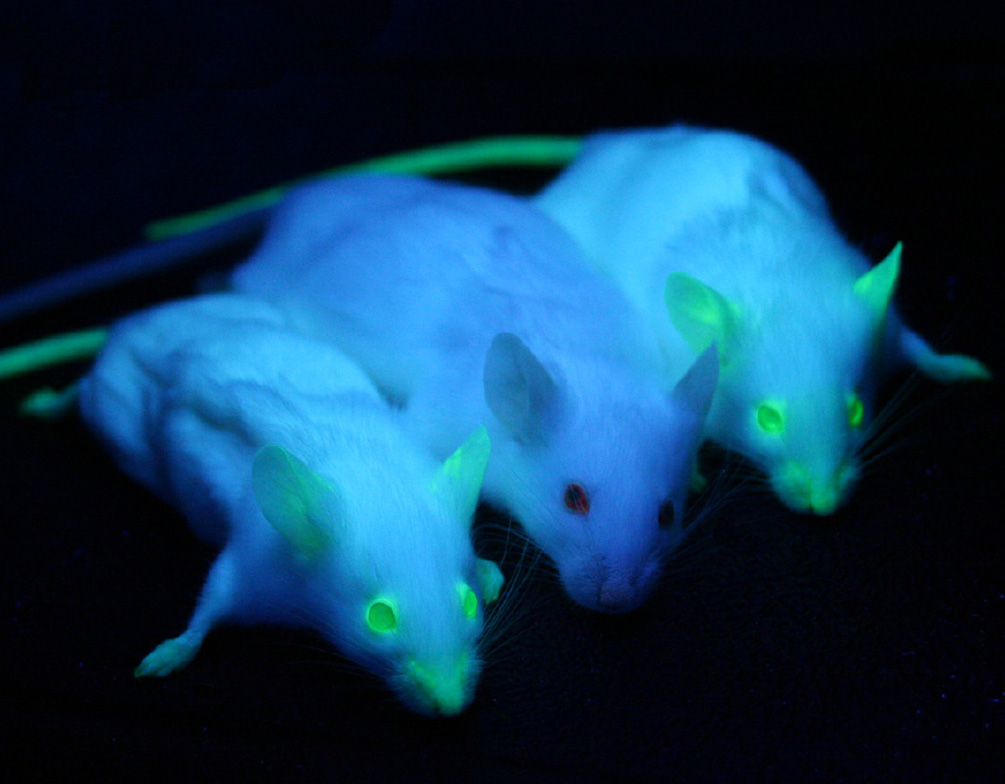
Mäuse unter UV-Licht. In der Mitte eine unveränderte Maus, links und rechts Tiere, die gentechnisch so verändert sind, dass sie in manchen Körperteilen Grün fluoreszierendes Protein bilden.

Als Gentechnik bezeichnet man Methoden und Verfahren der Biotechnologie, die auf den Kenntnissen der Molekularbiologie und Genetik aufbauen und gezielte Eingriffe in das Erbgut (Genom) und damit in die biochemischen Steuerungsvorgänge von Lebewesen bzw. viraler Genome ermöglichen. Als Produkt entsteht zunächst rekombinante DNA, mit der wiederum gentechnisch veränderte Organismen (GVO) hergestellt werden können.
Der Begriff Gentechnik umfasst die Veränderung und Neuzusammensetzung von DNA-Sequenzen in vitro (z. B. im Reagenzglas) oder in vivo (in lebenden Organismen). Dazu gehört auch das gezielte Einbringen von DNA in lebende Organismen.
Gentechnik wird sowohl zur Herstellung neu kombinierter DNA innerhalb einer Art, als auch über Art-Grenzen hinweg verwendet. Dies ist möglich, weil alle Lebewesen denselben genetischen Code benutzen, von dem nur in wenigen Ausnahmefällen leicht abgewichen wird (siehe codon usage). Ziele gentechnischer Anwendungen sind beispielsweise die Veränderung von Kulturpflanzen, die Herstellung von Medikamenten oder die Gentherapie.
Obwohl es große Gemeinsamkeiten bei den verwendeten Methoden gibt, wird häufig nach Anwendungsbereich differenziert:
- Grüne Gentechnik – Agrogentechnik – Anwendung bei Pflanzen
- Rote Gentechnik – Anwendung in der Medizin und Pharmazeutik
- Weiße Gentechnik – Anwendung in der Industrie
- Graue Gentechnik – Anwendungen speziell in der Abfallwirtschaft
- Blaue Gentechnik – Anwendungen auf Lebewesen des Meeres, insbesondere Tiefseebakterien

## Bedeutung

### Nutzpflanzen
Transgene Nutzpflanzen haben seit ihrer Erstzulassung im Jahr 1996 weltweit an Bedeutung gewonnen und wurden 2015 in 28 Ländern auf 179 Millionen Hektar (das entspricht knapp ca. 12 % der globalen Landwirtschaftsfläche von 1,5 Mrd. Hektar) angebaut. Dabei handelt es sich insbesondere um Pflanzen, die aufgrund von gentechnischen Veränderungen tolerant gegenüber Pflanzenschutzmitteln oder giftig für bestimmte Schadinsekten sind. Durch den Einsatz haben sich für Landwirte, insbesondere in Entwicklungsländern, trotz höherer Ausgaben für Saatgut teilweise Ertrags-, Einkommens- und Gesundheitsvorteile oder Arbeitserleichterungen sowie geringere Umweltbelastungen ergeben. Zugelassenen Sorten wird von wissenschaftlicher Seite Unbedenklichkeit für Umwelt und Gesundheit attestiert. Umweltverbände, Anbieter ökologisch erzeugter Produkte sowie einige politische Parteien lehnen die grüne Gentechnik ab.

### Tiere
Gentechnisch veränderte Tiere werden vor allem in der Forschung als Versuchstiere eingesetzt. Für den menschlichen Verzehr sowie zur Eindämmung von Infektionskrankheiten sind Tiere noch nicht zugelassen.

### Medizin und Pharmazie
Etliche Produkte, die für den Menschen interessant sind (zum Beispiel Insulin, Vitamine), werden mit Hilfe gentechnisch veränderter Bakterien hergestellt.
Auch für die Medizin hat die Gentechnik Bedeutung erlangt, die Zahl der gentechnisch hergestellten Medikamente auf dem Markt nimmt stetig zu. Anfang 2015 waren in Deutschland 175 Arzneimittel mit 133 verschiedenen gentechnisch erzeugten Wirkstoffen zugelassen. Sie werden bei zahlreichen Krankheiten eingesetzt, etwa Zuckerkrankheit, Blutarmut, Herzinfarkt, Wachstumsstörungen bei Kindern, verschiedenen Krebsarten und der Bluterkrankheit. Weltweit befinden sich über 350 Gentech-Substanzen in klinischen Prüfungen mit Patienten.
Insulin ist das bekannteste Hormon, das mit Hilfe der Gentechnik produziert wird. Das früher verwendete Insulin stammte von Rindern und Schweinen und war nicht hundertprozentig baugleich mit dem des Menschen. Mittels Gentechnik wurde es nun ersetzt und löste u. a. die Probleme von Diabetikern mit einer Unverträglichkeit gegenüber Tierinsulin.
Auch in der Krebstherapie sind gentechnisch hergestellte Medikamente heute etabliert. Nach Meinung einiger Krebsexperten könnten durch den Einsatz von Interferon und blutbildenden Wachstumsfaktoren die Krebstherapien bei bestimmten Tumorarten verbessert, Krankenhausaufenthalte verkürzt oder gar vermieden sowie Lebensqualität gewonnen werden.
Ansätze zur gentechnischen Veränderung von Zellen im menschlichen Körper zu Heilzwecken werden im Artikel Gentherapie beschrieben.

## Geschichte
Vor etwa 8000 Jahren wurde im heutigen Mexiko durch Züchtung das Erbgut von Teosinte-Getreide durch die Kombination von natürlich vorkommenden Mutationen so verändert, dass die Vorläufer der heutigen Mais-Sorten entstanden. Dadurch wurde nicht nur der Ertrag erhöht, sondern auch eine Pilzresistenz erzeugt.
Künstliche Mutationen für Züchtungszwecke wurden innerhalb der konventionellen Landwirtschaft erzeugt, indem Keime stark ionisierender Strahlung oder anderen genverändernden Einflüssen (Mutagenen) ausgesetzt wurden, um Mutationen im Erbgut häufiger als unter natürlichen Bedingungen hervorzurufen. Samen wurden ausgesät und jene Pflanzen, die die gewünschten Eigenschaften besaßen, wurden weiter gezüchtet. Ob dabei auch noch andere, unerwünschte, Eigenschaften entstanden, wurde nicht systematisch überprüft. Diese Technik wurde bei fast allen Nutzpflanzen und auch bei einigen Tierarten angewendet, jedoch lag der Erfolg der Mutationszüchtung bei Pflanzen nur zwischen 0,5 und 1 % an züchterisch brauchbaren Mutanten, bei Tieren ist diese Methode überhaupt nicht zu gebrauchen.
Bei diesen Vorläufern der Gentechnik enthielt der veränderte Organismus jedoch keine rekombinante DNA.

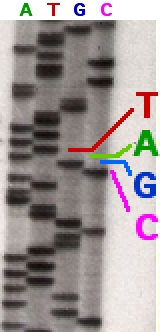
Autoradiographie eines Sequenziergels. Die dargestellte DNA wurde mit ^{32}P (Phosphor) radioaktiv markiert.

Die eigentliche Geschichte der Gentechnik begann, als es Ray Wu und Ellen Taylor 1971 gelang, mit Hilfe von 1970 entdeckten Restriktionsenzymen eine Sequenz von 12 Basenpaaren vom Ende des Genoms eines Lambdavirus abzutrennen. Zwei Jahre später erzeugte man das erste genetisch veränderte rekombinante Bakterium, indem ein Plasmid mit vereinter viraler und bakterieller DNA in das Darmbakterium Escherichia coli eingeschleust wurde. Angesichts dieser Fortschritte fand im Februar 1975 die Asilomar Conference on Recombinant DNA in Pacific Grove, Kalifornien, statt. Auf der Konferenz diskutierten 140 Molekularbiologen, Ärzte, Juristen und Journalisten die Sicherheitsauflagen, unter denen die Forschung weiter stattfinden sollte. Die Ergebnisse waren Grundlage für staatliche Regelungen in den Vereinigten Staaten und später in vielen anderen Staaten.
1977 gelang erstmals die gentechnische Herstellung eines menschlichen Proteins in einem Bakterium. Im selben Jahr entwickelten Walter Gilbert, Allan Maxam und Frederick Sanger unabhängig voneinander Methoden zur effizienten DNA-Sequenzierung, für die sie 1980 mit dem Nobelpreis für Chemie ausgezeichnet wurden. Ende der 1970er Jahre entdeckten die Belgier Marc Van Montagu und Jeff Schell die Möglichkeit, mittels Agrobacterium tumefaciens Gene in Pflanzen einzuschleusen und legten damit den Grundstein für die Grüne Gentechnik.
1980 beantragte Ananda Chakrabarty in den USA das erste Patent auf einen GVO, dessen Zulassungsverfahren bis vor den Supreme Court getragen wurde. Dieser entschied 1981, dass der Fakt, dass Mikro-Organismen lebendig sind, keine gesetzliche Bedeutung für den Zweck des Patent-Rechtes habe und machte damit den Weg für die Patentierung von Lebewesen frei. 1982 kam in den Vereinigten Staaten mit Insulin das erste gentechnisch hergestellte Medikament auf den Markt. 1982 wurde mit dem Bakteriophagen Lambda das erste Virus in seiner vollständigen DNA-Sequenz veröffentlicht. Im Jahr 1983 entwickelte Kary Mullis die Polymerase-Kettenreaktion, mit der DNA-Sequenzen vervielfältigt werden können und erhielt dafür 1993 den Chemie-Nobelpreis. 1985 wurden genetisch manipulierte Pflanzen in den USA patentierbar und es erfolgte die erste Freisetzung genetisch manipulierter Bakterien (ice minus bacteria). 1988 wurde das erste Patent für ein gentechnisch verändertes Säugetier, die sogenannte Krebsmaus, vergeben.
Ab Herbst 1990 wurde im Humangenomprojekt damit begonnen, das gesamte Genom des Menschen zu sequenzieren. Am 14. September 1990 wurde die weltweit erste Gentherapie an einem vierjährigen Mädchen durchgeführt. Im Jahr 1994 kamen im Vereinigten Königreich und den Vereinigten Staaten gentechnisch veränderte Flavr-Savr-Tomaten, auf den Markt.
Im Jahr 1996 wurden erstmals transgene Sojabohnen in den USA angebaut. Der Import dieser Sojabohnen nach Deutschland führte dort zu ersten öffentlichen Kontroversen über die Verwendung von Gentechnologie in der Landwirtschaft. Greenpeace führte im Herbst 1996 mehrfach illegale Protestaktionen durch, wie Behinderung der Löschung und Beschriften von Frachtern.
Die Firma Celera und International Genetics & Health Collaboratory behaupteten 2001, das menschliche Genom, parallel zum Humangenomprojekt, vollständig entschlüsselt zu haben. Jedoch war die Sequenzierung nicht vollständig. Ein Jahr später wurde der erste in seiner Keimbahn gentechnisch veränderte Primat geboren.

## Techniken nach Anwendungsbereich
Die Erzeugung gentechnisch veränderter Organismen besteht meistens aus zwei Methoden. Durch eine Klonierung wird die rekombinante DNA erzeugt, je nach verwendetem Vektor ist anschließend noch eine Methode zum Einschleusen der DNA erforderlich, z. B. durch eine Transfektion oder Transformation. Das Genome Editing verwendet zusätzlich sequenzspezifische Endonukleasen. Hier eine Übersicht von wichtigen Techniken:
Polymerase-Kettenreaktion (PCR)
Die Polymerase-Kettenreaktion (kurz: PCR) ist ein universelles Verfahren zur Vervielfältigung eines DNA-Abschnitts, dessen Anfangs- und Endsequenz bekannt sind. Unter Verwendung dieser kurzen Sequenzstücke und des Enzyms DNA-Polymerase wird der entsprechende Teil der „Vorlage“ in einem einzigen Schritt verdoppelt, wobei mehrere Schritte schnell aufeinander folgen. Jede erzeugte Kopie kann im nächsten Schritt als Vorlage dienen. Nach z. B. 20 Schritten oder „Zyklen“ hat sich die Anzahl der ursprünglich vorhandenen Sequenzkopien um das 106fache erhöht. Die Anzahl der ursprünglichen Moleküle kann daher sehr gering sein; für einen genetischen Fingerabdruck wurde schon eine erfolgreiche PCR aus dem genetischen Material durchgeführt, das ein Verdächtiger auf einem Klingelknopf zurückließ.
DNA-Sequenzierung
Mit Hilfe der DNA-Sequenzierung kann die Abfolge der einzelnen Nukleotide einer DNA ermittelt werden. Dabei kommen chemische, enzymatische und physikalische Methoden zum Einsatz. Durch Automatisierung dieser Verfahren und bioinformatische Anordnung einzelner DNA-Fragmente in einem langen Strang konnten bereits viele komplette Genome sequenziert werden, darunter das des Menschen.
Klonierung
Häufig soll ein Gen von einem Organismus auf einen anderen übertragen werden. Dieser horizontale Gentransfer ist z. B. unerlässlich, um menschliches Insulin von Bakterien herstellen zu lassen; das Insulin-Gen muss in das Bakterium transferiert werden. Außerdem muss das Gen im Zielorganismus an die richtige Stelle gelangen, damit es dort korrekt benutzt werden kann. Die Extraktion der Original-DNA verläuft üblicherweise über PCR. Dabei werden gleichzeitig bestimmte Sequenzen an den Enden der DNA eingebaut. Diese Sequenzen können dann von Restriktionsenzymen erkannt werden. Diese Enzyme wirken wie molekulare Scheren; sie schneiden die DNA an bestimmten Sequenzen auf und hinterlassen charakteristische, „klebrige“ Enden (sticky ends). Diese „kleben“ an passende Sequenzen, die im Zielorganismus mit den gleichen Restriktionsenzymen erzeugt wurden. Bestimmte Enzyme (Ligasen) können die passenden sticky ends wieder zu einer durchgehenden DNA-Sequenz zusammenfügen – das Gen wurde zielgenau eingebaut.
Gen-Knockout
Die Funktion eines Gens erkennt man häufig am besten dann, wenn es nicht funktioniert. Durch den Vergleich der Phänotypen zweier Organismen mit funktionierendem bzw. defekten Gen wird zumindest die grundsätzliche Bedeutung dieses Gens offenbar. Daher verwendet man häufig Knock-outs, Lebewesen also, bei denen ein bestimmtes Gen gezielt unbrauchbar gemacht wurde. Es existieren auch so genannte Knock-out-Stämme, Organismen, die reinerbig einen bestimmten Defekt aufweisen. Knock-out-Stämme sind für viele Untersuchungen von entscheidender Bedeutung; so lässt sich z. B. Krebsentstehung gut an Mausstämmen untersuchen, die einen Knock-out in einem oder mehreren Tumorsuppressorgenen aufweisen.
DNA-Chips
In Forschung und Diagnostik gewinnen DNA-Chips zunehmend an Bedeutung. Ein solcher Chip (der außer der Form nichts mit Computerchips zu tun hat) hat dutzende oder hunderte von kleinen Kammern, in denen sich je genau ein kurzes DNA-Stück befindet. Dieses entspricht z. B. einem charakteristischen Stück eines Krankheitserzeugenden Gendefekts beim Menschen. Wird nun menschliche DNA auf den Chip gegeben, hybridisiert diese DNA mit den passenden Gegenstücken auf dem Chip. Hybridisierte DNA kann anschließend farblich sichtbar gemacht werden. Aus der Position der Farbsignale kann nun auf die Hybridisierungen und damit auf den Zustand der hinzugegebenen DNA rückgeschlossen werden; im Beispiel können so genetische Veranlagungen für bestimmte Krankheiten diagnostiziert werden. Eine Variante der DNA-Chips sind die RNA-Chips, bei denen mRNA zur Hybridisierung benutzt wird. Dadurch kann auf Protein-Expressionsmuster rückgeschlossen werden.

## Anwendungen

### Grüne Gentechnik (Agrogentechnik)

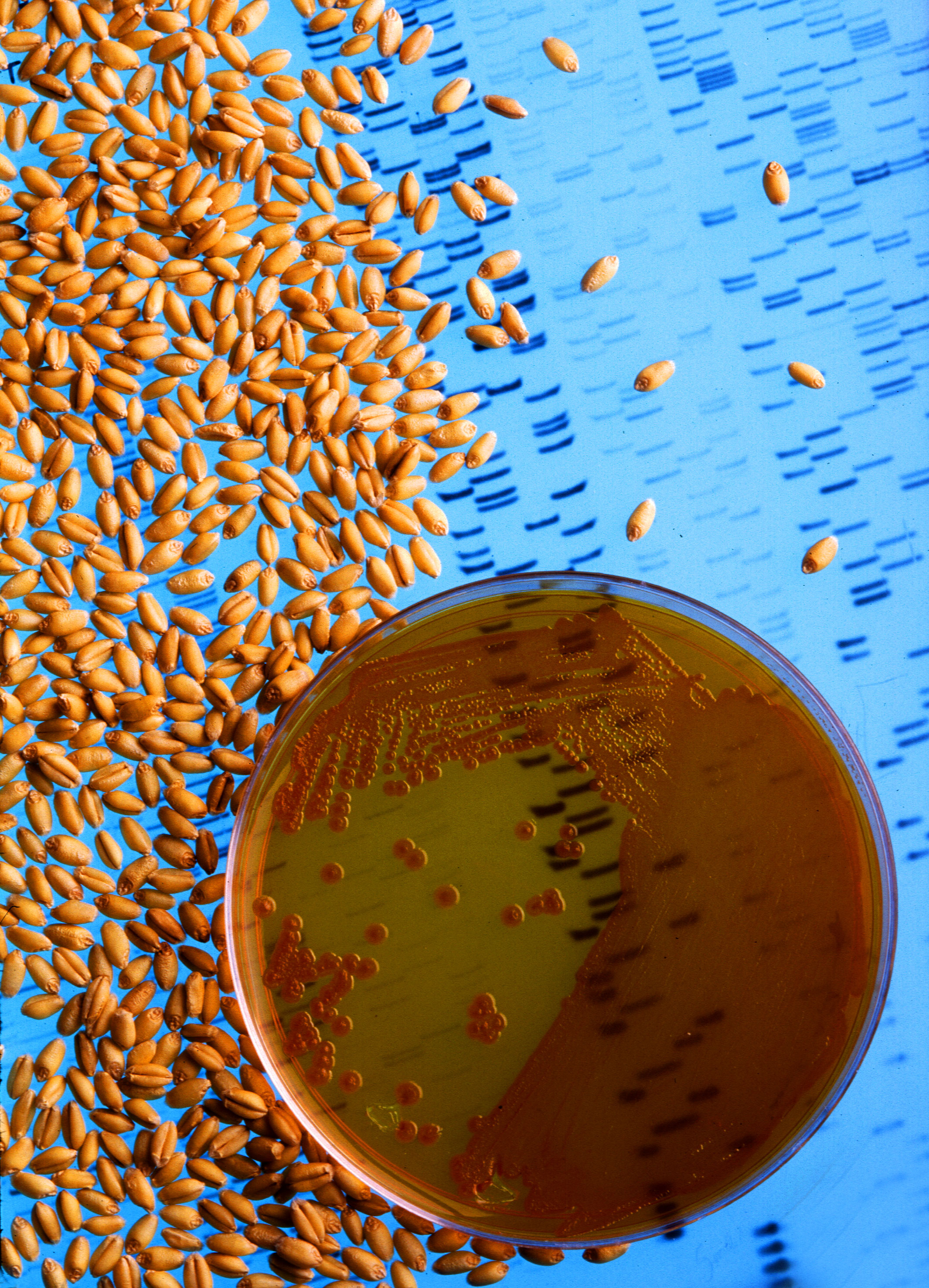
Elemente der Gentechnik: Bakterienkultur in einer Schale, Saatgut und durch Elektrophorese sichtbar gemachte DNA-Fragmente

Da die Funktion der meisten Gene in Pflanzen unbekannt ist, muss man, um sie zu erkennen, die Steuerung des Gens modifizieren. Dabei werden Effekte von Genen normalerweise durch einen Vergleich dreier Pflanzenpopulationen aufzuklären versucht (Wildtyp, Überexpressoren und „Knockout“-Population). Hierfür gibt es verschiedene Techniken, wie etwa RNAi. Allen Techniken ist gemein, dass sie doppelsträngige RNA produzieren, die der Pflanze den „Befehl“ gibt, „normale“ Ribonukleinsäure des zu untersuchenden Gens abzubauen.
Außerdem gehören auch deskriptive Techniken zur Standardausrüstung der gentechnischen Pflanzenforschung. Dabei werden Gene kloniert, dann bestimmt man die Häufigkeiten von Transkripten (Bauanleitungen für Proteine) oder mittels so genannter DNA-Chips gleich die meisten Gene einer Pflanze in ihrer Ablesehäufigkeit.
Der Agrobakterium-vermittelte Gentransfer ist ebenfalls eine wichtige Technik. Bei dieser gentechnischen Methode werden einzelne Erbfaktoren von Zellen eines Organismus in Zellen eines anderen Lebewesens übertragen.
Die somatische Hybridisierung wiederum erlaubt es, gewünschte Merkmale verschiedener Elternpflanzen zu kombinieren. Im Vergleich zum Agrobakterium-vermittelten Gentransfer müssen hierbei keine spezifischen Gene identifiziert und isoliert werden. Außerdem wird damit die Einschränkung der Transformation (Gentransfer) überwunden, nur wenige Gene in ein vorgegebenes Erbgut einführen zu können. Auch kann bei der Zellfusion die Chromosomenzahl der Zellen multipliziert werden, also die Anzahl der Chromosomensätze (Ploidiegrad) erhöht werden. Dies kann die Ertragsfähigkeit von Pflanzen steigern (Heterosiseffekt). Molekulare Marker oder biochemische Analysen werden genutzt, um aus der somatischen Hybridisierung hervorgegangene Pflanzen zu charakterisieren und zu selektieren.

### Rote Gentechnik
Eine gentechnische Methode der roten Biotechnologie ist die Gentherapie. Hier wird versucht, Krankheiten, die durch defekte Gene verursacht werden, durch Austausch dieser Gene zu heilen.
- Bei Ansätzen der ex vivo Gentherapie werden dem Patienten Zellen entnommen, gentechnisch verändert und dann dem Patienten wieder zugeführt.
- Bei Ansätzen der in vivo Gentherapie wird der Patient direkt mit der Korrektur-DNA in einem Vektor (z. B. Retroviren) behandelt, die die DNA in dem Genom der Zielzellen etablieren soll.

Biotechnologische Medikamente werden durch transgene Organismen (Mikroorganismen, Nutztiere oder Pharmapflanzen) hergestellt. Dabei wird iterativ so lange verändert, bis ein Wirkstoff entsteht, der die Krankheit heilen kann.

### Weiße Gentechnik
Durch gelenkte Evolution werden hier Stämme von Mikroorganismen erzeugt und aufgrund ihrer Erträge der gewünschten Produkte, die durch ein Screening festgestellt wurden, selektiert. Dieser Vorgang wird in iterativen Zyklen wiederholt, bis die angestrebten Veränderungen erreicht sind. Zur Identifizierung von nicht kultivierbaren Organismen untersucht man Metagenome, d. h. die Gesamtheit der Genome eines Lebensraums, Biotops oder einer Lebensgemeinschaft (Biozönose). In Metagenomen können beispielsweise Biokatalysatoren aufgefunden werden, die bisher noch nicht bekannte biochemische Reaktionen katalysieren und neue, interessante Stoffwechselprodukte bilden.
Zum Einschleusen von Plasmid-DNA in das Bakterium wird u. a. die Eigenschaft von Calciumchlorid genutzt, Zellmembranen durchlässig zu machen.

## Kennzeichnung

### EU
Seit dem 18. April 2004 besteht innerhalb der EU eine Kennzeichnungspflicht für gentechnisch veränderte Produkte. Sie schließt ein, dass alle Produkte, die eine genetische Veränderung besitzen, gekennzeichnet werden müssen, auch dann, wenn die Veränderung im Endprodukt nicht mehr nachweisbar ist. Ausgenommen von der Kennzeichnungspflicht sind Fleisch, Eier und Milchprodukte von Tieren, die mit gentechnisch veränderten Pflanzen gefüttert wurden sowie Produktzusätze, die mithilfe genetisch veränderter Bakterien hergestellt wurden, ebenso Enzyme, Zusatzstoffe und Aromen, da sie im rechtlichen Sinne nicht als Lebensmittel gelten.

Kritiker von gentechnisch veränderten Lebensmitteln verweisen in diesem Zusammenhang darauf, dass derzeit (Stand: 2005) etwa 80 Prozent der angebauten gentechnisch veränderten Pflanzen in die Futtermittelindustrie einfließen. Sie fordern deshalb die Kennzeichnungspflicht auch für diese tierischen Produkte. 
 Auch wenn die Erbsubstanz gentechnisch veränderter Futtermittel im Magen von Tieren aufgelöst wird, kann sie im Endprodukt nachweisbar sein, zumindest als Fragmente.
Eine Kennzeichnung muss weiterhin nicht erfolgen, wenn die Verunreinigung mit genetisch verändertem Material unter 0,9 % (Stand: 2008) Gewichtsprozent liegt und zufällig oder technisch unvermeidbar ist. Dabei ist jede Einzelzutat eines Lebens- oder Futtermittels getrennt zu betrachten. 2007 wurde eine neue EU-Öko-Verordnung (Nr. 834/2007) verabschiedet, die ab 2009 Gültigkeit erlangt. Mit ihr wird die Möglichkeit geschaffen, dass Zusatzstoffe für Lebens- oder Futtermittel, die A) grundsätzlich im Ökolandbau zugelassen sind und B) nachweislich nicht in GVO-freier Qualität verfügbar sind, auch dann eingesetzt werden dürfen, wenn sie durch gentechnisch veränderte Mikroorganismen hergestellt wurden. Die Interpretation der neuen Regel steht noch aus. Derzeit ist nach der neuen Regel kein Stoff zugelassen.
| Produkte, die aus GVO bestehen oder GVO enthalten | „Dieses Produkt enthält genetisch veränderte Organismen“; „Dieses Produkt enthält [Bezeichnung des Organismus/der Organismen], genetisch verändert“                    |
| Lebensmittel ohne Zutatenliste                    | „genetisch verändert“; „aus genetisch verändertem [Bezeichnung des Organismus] hergestellt“                                                                            |
| Zutaten in einer Zutatenliste                     | „genetisch verändert“; „aus genetisch verändertem [Bezeichnung der Zutat] hergestellt“                                                                                 |
| Kategorien von Zutaten in einer Zutatenliste      | „enthält genetisch veränderten [Bezeichnung des Organismus]“; „enthält aus genetisch verändertem [Bezeichnung des Organismus] hergestellte(n) [Bezeichnung der Zutat]“ |

Verordnung 1830/2003 über die Rückverfolgbarkeit und Kennzeichnung von genetisch veränderten Organismen

#### Deutschland
Gesetzlich werden Haftung, Strafvorschriften und Definitionen in Bezug auf die Gentechnik durch das 1990 erlassene deutsche Gentechnikgesetz geregelt. Der Zweite Teil dieses Gesetzes definiert die Sicherheitsstufen und -maßnahmen an Arbeitsplätze für gentechnische Arbeiten. Die Einstufung erfolgt dabei nach Risiko für die menschliche Gesundheit und Umwelt in 4 Sicherheitsstufen:
| Stufe | Beschreibung |
| ----- | --- |
| S1    | Gentechnische Arbeiten, bei denen nach dem Stand der Wissenschaft nicht von einem Risiko für die menschliche Gesundheit und die Umwelt auszugehen ist                                                      |
| S2    | Gentechnische Arbeiten, bei denen nach dem Stand der Wissenschaft von einem geringen Risiko für die menschliche Gesundheit oder die Umwelt auszugehen ist                                                  |
| S3    | Gentechnische Arbeiten, bei denen nach dem Stand der Wissenschaft von einem mäßigen Risiko für die menschliche Gesundheit oder die Umwelt auszugehen ist                                                   |
| S4    | Gentechnische Arbeiten, bei denen nach dem Stand der Wissenschaft von einem hohen Risiko oder dem begründeten Verdacht eines solchen Risikos für die menschliche Gesundheit oder die Umwelt auszugehen ist |

Bei der Zuordnung wird nach Anhörung einer Kommission im Zweifel die höhere Sicherheitsstufe gewählt.
Den genauen Umgang mit gentechnisch veränderten Organismen regelt die Gentechnik-Sicherheitsverordnung. Ein Gesetz zur Neuordnung des Gentechnikrechts wurde im Juni 2004 erlassen, um die EU-Richtlinie zur Freisetzung von GVOs umzusetzen.

#### Österreich
In Österreich wurde im April 1997 das Gentechnik-Volksbegehren angenommen. Bei einer Wahlbeteiligung von über 21 % wurden damit ein gesetzlich verankertes Verbot der Produktion, des Imports und des Verkaufs gentechnisch veränderter Lebensmittel, ein ebensolches Verbot der Freisetzungen genetisch veränderter Pflanzen, Tiere und Mikroorganismen sowie ein Verbot der Patentierung von Lebewesen gefordert. Der Beschluss wurde am 16. April 1998 nach 3. Lesung angenommen.

### Schweiz
Das Schweizer Volk stimmte im Rahmen einer Volksinitiative vom 27. November 2005 bei einer Stimmbeteiligung von über 42 % mehrheitlich für ein Moratorium bezüglich der Nutzung von Gentechnik in der Landwirtschaft. Für zunächst fünf Jahre wurde damit der Anbau von Pflanzen oder die Haltung von Tieren verboten, die gentechnisch verändert wurden. Ausnahmen gibt es nur für der Forschung (vor allem Risikoforschung) dienende kleine Anbauflächen, die den Vorschriften der Freisetzungs-Verordnung unterstehen. Importe von gentechnisch veränderten Produkten sind teils – unter strengen Auflagen – zugelassen. Nach intensiver politischer Diskussion wurde das Moratorium von Bundes-, Stände- und Nationalrat bis 2013 verlängert. Danach sollen Ergebnisse eines nationalen Forschungsprogramms, das bis 2012 lief, für eine neue Entscheidungsfindung berücksichtigt werden. Mit denselben Argumenten wurde das Moratorium im Dezember 2012 bis Ende 2017 verlängert. Trotz der Verlängerung will der Bundesrat es den Bauern erlauben, ab 2018 in gewissen Zonen gentechnisch veränderte Pflanzen anzubauen. Diese Pläne stoßen allerdings im Parlament auf heftigen Widerstand. Inzwischen wurde das Moratorium, welches den Anbau zu landwirtschaftlichen Zwecken verbietet, bis Ende 2021 verlängert. Im März 2019 erteilte das Bundesamt für Umwelt der Universität Zürich die Bewilligung für einen Freisetzungsversuch mit transgenem Weizen. Der Gesetzesentwurf, für eine weitere Verlängerung des Moratoriums bis Ende 2025, befindet sich derzeit in der Vernehmlassung (Stand November 2020). Am 23. September 2021 entscheidet der Nationalrat über die Verlängerung. Die Leiterin von Agroscope, Eva Reinhard, sprach sich im Vorfeld gegen eine Verlängerung aus. Schließlich stimmte der Nationalrat für die Verlängerung bis Ende 2025. Auch Anträge zur Zulassung von Genome Editing blieben chancenlos. Nun fehlte noch die Zustimmung des Ständerats. Inzwischen wurde das Moratorium bis Ende 2025 verlängert. Der Bundesrat empfiehlt eine Verlängerung um weitere fünf Jahre.
Als Futter- und Lebensmittel hingegen wurden bestimmte gentechnisch veränderten Pflanzen zugelassen. Die Bewilligung für biotechnologisch erzeugte Labaustauschstoffe wurde bereits 1988 durch das Bundesamt für Gesundheit gesprochen. Es besteht keine Deklarationspflicht, womit die so hergestellten Käse als gentechnikfrei gelten und somit nicht zu den gentechnisch veränderten Lebensmitteln gezählt werden. Auch Arzneimittel und Dünger sind vom Moratorium nicht betroffen.

### Andere Länder
Die Regulierung der Gentechnik ist außerhalb der deutschsprachigen Länder und der EU häufig weniger strikt. In den USA und Kanada ist die Kennzeichnung gentechnisch veränderter Lebensmittel z. B. freiwillig.

## Weiterführende Literatur
- Monika Jansohn (Hrsg.): Gentechnische Methoden – Eine Sammlung von Arbeitsanleitungen für das molekularbiologische Labor. 4. Auflage. Spektrum Akademischer Verlag, 2007, ISBN 978-3-8274-1537-0.
- Thilo Spahl, Thomas Deichmann: Das populäre Lexikon der Gentechnik. Eichborn, Frankfurt am Main 2001, ISBN 3-8218-1697-X.
- T. A. Brown: Gentechnologie für Einsteiger. 3. Auflage. Spektrum, Heidelberg 2002, ISBN 3-8274-1302-8.
- B. Müller-Röber u. a.: Zweiter Gentechnologiebericht. Analyse einer Hochtechnologie in Deutschland. Nomos, Baden-Baden 2009, ISBN 978-3-940647-04-7. (Download als PDF)
- Ferdinand Hucho u. a.: Gentechnologiebericht. Analyse einer Hochtechnologie in Deutschland. München 2005, ISBN 3-8274-1675-2. (Download als PDF)